# 许宁 (1956年)
许宁（1956年12月—），男，汉族，河北易县人，中华人民共和国政治人物，曾任中共张家口市委书记，中共保定市委书记，河北省人民政府副省长，河北省政协副主席。